# لا هویا (نیومکزیکو)
لا هویا (به انگلیسی: La Joya) یک منطقهٔ مسکونی در ایالات متحده آمریکا است که در شهرستان ساکورو، نیومکزیکو واقع شده‌است. لا هویا ۸۲ نفر جمعیت دارد و ۱٬۴۳۹٫۸۹ متر بالاتر از سطح دریا واقع شده‌است.